# 1947 au Québec
Cet article traite des événements survenus en 1947 au Québec. 

## Événements

### Février
- 12 février : ouverture de la troisième session de la 22e législature. Le discours du Trône annonce une loi favorisant l'établissement de médecins dans les campagnes et une enquête sur les produits forestiers du Québec[1].
- 28 février : Québec autorise Hydro-Québec à offrir 25 $ l'action à la Montreal Light, Heat and Power afin de finaliser l'achat de cette société[2].

### Mars
- 10 mars : inauguration de l'École des Arts et Métiers de Montréal[3].
- 11 mars : Gertrude Dugal devient la première femme québécoise à obtenir son brevet de pilote[4].
- 17 mars : création de la Canadian Aviation Electronics, aujourd'hui CAE, par Ken Patrick dans un hangar de l'aéroport de Saint-Hubert[5].
- 18 mars : le gouvernement Duplessis dépose une loi permettant aux municipalités de réglementer la distribution de tracts. Cette mesure vise surtout à contrer la propagande des Témoins de Jéhovah[6].
- 25 mars : Onésime Gagnon présente un budget d'un peu plus de 123 millions de dollars pour l'année 1947-1948[7].
- 26 mars : Léonard Lauzon fonde une première école de conduite au Québec[8].

### Avril
- 10 avril : Gérard Filion est nommé directeur du Devoir; il le restera jusqu'en 1963[9].
- 24 avril : un incendie cause la mort de 12 personnes à la mine de Malartic[10].

### Mai
- 10 mai : prorogation de la 3e session de la 22e législature de l'Assemblée législative du Québec[11] (gouvernement Duplessis).
- 12 mai : l'écrivaine Gabrielle Roy devient la première femme à être admise à la Société royale du Canada[12].
- 17 mai : la Fédération des Sociétés Saint-Jean-Baptiste du Québec est fondée à Sherbrooke. Son premier but est de faire adopter par l'Assemblée législative une loi donnant un drapeau distinctif au Québec[13].

### Juin
- 2 juin : Maurice Roy est intronisé archevêque de Québec, succédant ainsi à Jean-Marie-Rodrigue Villeneuve[14].
- 5 juin : Frank Roncarelli poursuit Maurice Duplessis pour 118 741 $. En décembre 1946, ce restaurateur avait été obligé de fermer son commerce sur ordre du premier ministre sous prétexte d'avoir payé la caution de Témoins de Jéhovah. C'est le début d'une longue affaire qui ne se terminera qu'en 1959, date où Roncarelli gagne sa cause en Cour suprême[15].
- 9 juin : Ottawa met fin au rationnement de plusieurs produits comprenant entre autres le fromage, le beurre, l'essence et les matériaux de construction. La loi sur le rationnement avait été adoptée à l'occasion de la Seconde Guerre mondiale[16].

### Juillet
- 7 juillet : André Laurendeau démissionne comme chef provincial du Bloc populaire. Il ne s'entendait plus depuis quelque temps avec le chef fédéral Maxime Raymond. Il était député de Laurier depuis l'élection générale de 1944[17].
- 23 juillet : John Gillies Rennie (en) de l'Union nationale remporte l'élection partielle de Huntingdon. Il affrontait Mae O'Connor, première femme à se présenter candidate dans une circonscription lors d'une élection provinciale[11].

### Septembre
- 10 au 27 septembre : grève des ouvriers du textile à Louiseville. L'employeur accepte finalement les demandes de la CTCC. Les ouvriers obtiennent une augmentation de 5 cents l'heure, ce qui leur permet de gagner environ 110 $ par semaine[18].

### Octobre
- 27 octobre : Lucien-Hubert Borne est réélu à la mairie de Québec pour un cinquième mandat consécutif[19].
- 28 octobre : l'École de médecine vétérinaire est inaugurée à Saint-Hyacinthe[20].

### Novembre
- 26 novembre - Camillien Houde est réélu maire de Montréal par acclamation[21].

### Décembre
- 1er décembre : Gabrielle Roy obtient le Prix Femina pour son roman Bonheur d'occasion[22].
- 2 décembre : à l'Assemblée législative, le député indépendant René Chaloult dépose une motion concernant l'adoption d'un drapeau véritablement québécois[23].
- 17 décembre : la CTCC présente un mémoire au gouvernement du Québec demandant l'adoption d'un Code du Travail par l'Assemblée législative[24].
- 22 décembre : inauguration du pont Duplessis à Trois-Rivières, reliant cette ville à Cap-de-la-Madeleine[25].

## Naissances
- André Drouin (homme politique) († 2 avril 2017)
- Bernard Descôteaux (journaliste et directeur du journal Le Devoir) († 13 janvier 2024)
- Francis Simard (ancien membre du FLQ) († 10 janvier 2015)
- François Guy (chanteur) († 12 mai 2023)
- Gilles Boivin (journaliste)  († 2 mai 2023)
- Hubert Gagnon (acteur et doubleur) († 7 juin 2020)
- Lise Garneau (journaliste) († 9 janvier 2021)
- Lorraine Pagé (syndicaliste)
- 4 janvier - Rodger Brulotte (animateur)
- 31 janvier - Claudine Monfette (actrice, parolière et scénariste)
- Février - Daniel Lessard (journaliste)
- 15 février - Jacques Cossette-Trudel (réalisateur, scénariste et membre du FLQ) († 15 mars 2023)
- 16 février - Louise Laprade (actrice)
- 24 mars - Louise Lanctôt (membre du FLQ)
- 8 avril - Lise Lebel (journaliste) († 8 avril 2018)
- 14 avril - Serge Deslières (homme politique) († 4 mars 2020)
- 15 avril - Don Marcotte (joueur de hockey)
- 19 avril - Louise Nolan (comédienne) franco-ontarienne
- 20 avril - Rita Dionne-Marsolais (femme politique)
- 24 avril - Claude Dubois (chanteur)
- 27 avril - Pauline Picard (femme politique) († 29 juin 2009)
- 12 mai - Micheline Lanctôt (actrice)
- 16 mai - Roch Thériault (criminel) († 26 février 2011)
- 17 mai - - Michel L'Hébreux (historien du Pont de Québec, administrateur scolaire) († 23 mai 2023)
- 30 mai - Jocelyne Bourassa (golfeuse) († 4 août 2021)
- 4 juin - François Ricard (essayiste et éditeur) († 17 février 2022)
- 7 juin - Roger Pomerleau (homme politique au fédéral) († 21 décembre 2023)
- 16 juin - 
  - Danielle Ouimet (actrice et animatrice)
  - Janvier Grondin (homme politique)
- 26 juin - Renée Martel (chanteuse) († 18 décembre 2021)
- 26 juin - Paul Daraîche (chanteur)
- 19 juillet - André Forcier (réalisateur)
- 22 juillet - Gilles Duceppe (ancien chef du Bloc québécois)
- 27 juillet - Serge Bouchard (anthropologue, écrivain et animateur radiophonique) († 11 mai 2021)
- 2 août - 
  - Éric St-Pierre (chanteur, fondateur de la Fondation Mira)  († 21 février 2025)
  - Julie Arel (chanteuse)
- 12 août - 
  - Jake Rathwell (joueur de hockey)
  - Moe L'Abbé (joueur de hockey) († 13 janvier 2024)
- 16 août
  - Marc Messier (acteur et scénariste)
  - Marie-Josée Longchamps (actrice)
- 15 octobre - Jean-René Ouellet (acteur)
- 22 octobre - Raymond Bachand (homme politique)
- 23 octobre - Christiane Pasquier (actrice)
- 18 novembre - Daniel Tremblay (comédien) († 9 février 2018)
- 24 novembre - Bob Walsh (musicien) († 15 novembre 2016)
- 30 novembre - Véronique Le Flaguais (actrice)
- 6 décembre - Lawrence Cannon (homme politique)
- 12 décembre - Monique Richard (syndicaliste et femme politique)
- 16 décembre - André Gaudette (joueur de hockey sur glace et père de l'acteur Maxim Gaudette)

## Décès
- 2 janvier - Marcel Dugas (écrivain) (º 3 septembre 1883)
- 17 janvier - Jean-Marie-Rodrigue Villeneuve (archevêque de Québec) (º 2 novembre 1883)
- 20 janvier - Georges Pelletier (directeur du Devoir) (º 10 juillet 1882)
- 19 mars - Prudence Heward (femme artiste peintre) (º 2 juillet 1896)
- 27 octobre - Julien-Édouard-Alfred Dubuc (homme d'affaires et homme politique) (º 21 janvier 1871)
- 8 novembre - Édouard-Zotique Massicotte (historien) (º 24 décembre 1867)
- 14 novembre - Joseph Allard (violoniste) ( 1er juillet 1873)

## Sources et références
1. ↑  Louis Robillard, « Tout est prêt pour le lever de rideau », Le Devoir,‎ 12 février 1947, p. 1
2. ↑  Bilan du Siècle
3. ↑  Deux écoles d'arts et métiers. Le Devoir. 10 mars 1947. p. 3
4. ↑  Un aspect quelque peu oublié de la 425e escadrille alouette
5. ↑  This Month In Canadian Aviation History
6. ↑  Louis Robillard. La session provinciale. Les municipalités et les témoins de Jéhovah. Le Devoir. 19 mars 1947. p. 1, 7
7. ↑  M. Onésime Gagnon prévoit un surplus de près de $ 10 millions. Le Devoir. 26 mars 1947. p. 1
8. ↑  François Zelloni, « Une école de conduite automobile vient d'être fondée à Montréal », Le Devoir,‎ 28 mars 1947, p. 7
9. ↑  Gérard Filion. Directeur gérant du « Devoir ». Le Devoir. 10 avril 1947. p. 1
10. ↑  Jean Cournoyer, La mémoire du Québec, 2001 [détail de l’édition], p. 938.
11. 1 2  « Chronologie parlementaire 1946-1949 » (consulté le 12 mars 2009)
12. ↑  Nomination d'une première femme à la Société royale du Canada
13. ↑  Bilan du Siècle
14. ↑  Bilan du Siècle
15. ↑  Conrad Black. Duplessis tome 2. Éditions de l'Homme. 1977. p. 149-154
16. ↑  Bilan du Siècle
17. ↑  Bilan du Siècle
18. ↑  Bilan du Siècle
19. ↑  Bilan du Siècle
20. ↑  Bilan du Siècle
21. ↑  M. Camillien Houde élu par acclamation maire de Montréal. Le Devoir. 27 novembre 1947. p. 1
22. ↑  Bilan du Siècle
23. ↑  Motion de M. René Chaloult sur le drapeau québécois. Le Devoir. 3 décembre 1947. p. 3
24. ↑  Délégation reçue par M. Duplessis. Le Devoir. 18 décembre 1947. p. 11
25. ↑  Tragédie du pont Duplessis